# マルコ・デルヴェッキオ
マルコ・デルヴェッキオ（Marco Delvecchio, 1973年4月7日 - ）は、イタリア・ロンバルディア州ミラノ出身の元サッカー選手。元イタリア代表。現役時代のポジションはFW。
2000-01シーズンのスクデットを獲得したASローマのメンバーの一人である。
本来はフォワードだが、その他攻撃的なポジションを多々こなす事ができる選手である。

## クラブ経歴
ミラノの出身であり、プロキャリアをインテル・ミラノでスタートした。その後ヴェネツィア、ウディネーゼ、再びインテルを経て、1995年にマルコ・ブランカとのトレードでASローマに移籍した。2000-01シーズンにはリーグ戦31試合に出場し3得点ながらも、2トップの一角としてスクデット獲得に貢献。
2005年にローマを退団して以降は、ブレシア、パルマ、アスコリと渡り歩き、1年間無所属となった後、2008年に6部エクレンツァリーグ(アマチュアリーグ)のペスカトーレ・オスティアと契約した。

## 代表経歴
イタリアU-21代表のメンバーに選ばれ、1994年と1996年のUEFA U-21欧州選手権で優勝。
また、イタリアU-23代表として1996年のアトランタオリンピックに出場し、3試合1得点を記録した。
イタリアA代表としては、イタリアサッカー連盟100周年を記念した1998年12月16日のFIFAワールドスター戦でA代表デビュー。UEFA EURO 2000のメンバーに選ばれ、決勝のフランス戦では代表初ゴールとなる先制点をマークする。しかしチームはロスタイムに同点とされ、延長戦でダヴィド・トレゼゲのゴールデンゴールを浴び、タイトル獲得とはならなかった。2002 FIFAワールドカップにも召集されたが、出場機会は訪れなかった。 UEFA EURO 2004にはメンバーにも選ばれず、2004年2月18日のチェコ戦が最後の出場となった。

## 代表歴

### 出場大会
- イタリア代表
  - 2002 FIFAワールドカップ (ベスト16)

### 試合数
- 国際Aマッチ 21試合 4得点（1999年-2004年）[4]

| イタリア代表 | 国際Aマッチ | 国際Aマッチ |
| 年           | 出場        | 得点        |
| ------------ | ----------- | ----------- |
| 1999         | 1           | 0           |
| 2000         | 9           | 2           |
| 2001         | 3           | 1           |
| 2002         | 2           | 0           |
| 2003         | 5           | 1           |
| 2004         | 1           | 0           |
| 通算         | 21          | 4           |